# Трецо Тинела
Трѐцо Тинѐла (на италиански: Trezzo Tinella; на пиемонтски: Tres, Трес) е село и община в Северна Италия, провинция Кунео, регион Пиемонт. Разположено е на 341 m надморска височина. Населението на общината е 359 души (към 2010 г.).